# Незаконная торговля оружием
Незаконная торговля оружием — преступная деятельность, одно из проявлений «чёрного рынка».
Незаконная торговля оружием осуществляется как в пределах границ той или иной страны, так и на международном уровне. Международный нелегальный рынок оружия можно разделить на собственно криминальный («чёрный»), и квазикриминальный («серый»). В первом случае осуществляется незаконная продажа преимущественно стрелкового оружия, малыми партиями. Во втором случае осуществляются незаконные поставки крупных партий стрелкового оружия, а также поставки тяжёлого вооружения, за которыми стоит легальный оружейный бизнес, а нередко и государственные органы.
В тех странах, где действуют режим строгого контроля оборота оружия, оно может попадать на «чёрный рынок» следующими путями:
- похищение оружия у законных владельцев;
- незаконная продажа оружия преступникам законными торговцами оружием;
- приведение охолощённого огнестрельного оружия в пригодное к использованию состояние;
- технологическая переделка антикварного оружия;
- мелкосерийное незаконное производство боеприпасов к оружию устаревшего калибра на заказ;
- реактивация списанного «сувенирного» оружия разными мелкими нелегальными кустарными производителями.

В более нестабильных и пострадавших от конфликтов странах спрос на огнестрельное оружие порождают гражданские войны, терроризм, организованная преступность. В таких странах оружие нередко попадает к гражданским лицам от военных вследствие гражданской войны или смены режима. Там встречается как крупномасштабная незаконная торговля оружием, которой иногда способствуют правительства соседних стран, пытающиеся вмешиваться в дела своих соседей, так и систематическая продажа небольших партий оружия («муравьиная торговля»).

## Международный нелегальный рынок оружия
Протокол ООН против незаконного изготовления и оборота огнестрельного оружия, его составных частей и компонентов, а также боеприпасов к нему, дополняющий Конвенцию против транснациональной организованной преступности, определяет незаконный оборот как «ввоз/вывоз, приобретение, продажу, доставку, перемещение или передачу огнестрельного оружия, его составных частей и компонентов, а также боеприпасов к нему с территории или по территории одного государства-участника на территорию другого государства-участника, если любое из заинтересованных государств-участников не дает разрешения на это (…) или если огнестрельное оружие не имеет маркировки». Для предупреждения незаконного оборота оружия данный протокол требует от государств-участников введения «эффективной системы экспортно-импортных лицензий или разрешений, а также мер в отношении международного транзита, для передачи огнестрельного оружия, его составных частей и компонентов, а также боеприпасов к нему», введения уголовного наказания за незаконное изготовление и незаконный оборот огнестрельного оружия, его составных частей и компонентов, а также боеприпасов к нему, осуществления маркировки и регистрации огнестрельного оружия, применения превентивных мер и мер безопасности для предупреждения краж и несанкционированных передач оружия.
Поскольку в одних странах (например, в США) оружие можно легко приобрести вполне законно, а в других странах владение оружием строго ограничивается, то оружие контрабандно перевозится из одних стран в другие. Так, более половины нелегальных пистолетов, изъятых в Канаде, и около 80 % нелегального огнестрельного оружия, изъятого в Мексике, поступили из США. Большая часть огнестрельного оружия «военного образца», изъятого полицией в Бразилии, в частности автоматические пистолеты и штурмовые винтовки, была также произведена в США. Один из наиболее распространенных способов незаконного оборота оружия — это когда кто-то, имеющий право на приобретение оружия, приобретает его для того, кто права на это не имеет. Например, жители США, не имеющие судимости, могут покупать оружие для мексиканских наркокартелей.
Крупномасштабная незаконная трансграничная торговля оружием часто связана с поставками оружия государствам и группировкам (включая повстанцев и мятежников), участвующим в вооружённых конфликтах, а также с поставками оружия в обход эмбарго и международных санкций. При этом часто используется фальсифицированная документация и коррупция. Примером таких преступных операций является «дело Монтесиноса», когда 2 тыс. из 10 тыс. автоматов Калашникова, которые правительство Иордании продало правительству Перу, были сброшены с парашютом над джунглями Колумбии и достались организации «Революционные вооружённые силы Колумбии» (ФАРК); правительство Перу представило иорданцам фальсифицированные документы, а автоматы были переданы ФАРК в обмен на кокаин. В 2006 году Владимиро Монтесинос, глава спецслужбы при президенте Перу Альберто Фухимори, за это был приговорён к 20 годам лишения свободы.
В исследовании Х. Гриффитса и А. Уилкинсона 2007 года указано три способа крупномасштабных незаконных поставок оружия:
- «последующее перенаправление после доставки»: использование подлинного сертификата конечного пользователя для поставки оружия иным лицам или организациям;
- «перенаправление в пункте отправления»: использование поддельного или употребленного с нарушением правил сертификата конечного пользователя;
- обход и сокрытие, популярно в так называемой «муравьиной торговле» оружием, похищенным у военных.

Х. Гриффитс и А. Уилкинсон указывают, что «контрабанда оружия окупается… если контрабандист умён и осторожен и смешивает законные сделки с оружием с незаконными». Они приводят в пример Томислава Дамняновича, который осуществлял крупные незаконные поставки оружия в Ирак, Либерию, Судан, Бирму, Ливию и Сомали. Дамнянович приобрёл свой первый опыт в этой сфере в период распада Югославии в 1990-х годах, когда эта страна стала «раем для контрабандистов». Дамнянович действовал через сеть подставных компаний и субподрядчиков. В 2004 году, став руководителем принадлежащей российскому собственнику сербской авиакомпании, он начал осуществлять как легальные, так и нелегальные перевозки огромных излишков автоматов Калашникова и боеприпасов, которые американские, израильские, арабские и германские оружейные компании начали скупать для вооружения создаваемых и финансируемых США во время войны в Ираке новых иракских сил безопасности. Одновременно Дамнянович организовал десятки полётов грузовых самолётов в Северную Африку, перевозя при этом всё: от дорогих потребительских товаров и контрабандных сигарет до автоматов Калашникова и ракетных установок, часто под видом гуманитарной помощи. Однажды во время полёта в Ирак с законным грузом оружия один из самолётов Дамняновича изменил маршрут и направился в Оман, чтобы забрать неуказанный груз; на следующий день этот же самолёт был замечен сотрудниками ООН в аэропорту Могадишо в Сомали, куда, по сообщению следователей ООН, он привёз оружие и боеприпасы для местных исламистов (Дамнянович настаивал на том, что самолёт приземлился в Омане лишь для дозаправки, но это было оспорено и опровергнуто оманскими властями).
В условиях массовых поставок вооружений Западом на Украину (с 2022) часть их попадает на чёрные рынки .

## Незаконный оборот оружия в России
В России наиболее крупным и стабильным источником поступления оружия на «чёрный рынок» с начала 1990-х годов стали части российских вооруженных сил (более половины находящегося в нелегальном обороте оружия было похищено со складов и хранилищ частей Министерства обороны РФ): только с 1995 по 2002 гг. в Вооружённых силах России, по данным военной прокуратуры, было похищено или утрачено 8 тыс. единиц огнестрельного оружия. Ещё одним серьёзным источником незаконного оружия являются так называемые «чёрные копатели», которые ищут оружие на местах сражений Великой Отечественной войны. Его затем восстанавливают до приемлемого уровня качества. Немалую долю на «чёрном рынке» составляет также травматическое оружие, переделанное под стрельбу боевыми патронами.
В начале 1990-х годов на юге России покупатели оружия находили нелегальных продавцов оружия на скобяных рынках, при этом существовал даже общепринятый опознавательный знак — гильза на лотке. В настоящее время незаконных торговцев оружием можно обнаружить на рынках, около оружейных магазинов, но обычно они сами ищут того, кто может купить оружие, чтобы избежать риска нарваться на «контрольную закупку», осуществляемую правоохранительными органами.
Что же касается трансграничной незаконной торговли оружием, то в Россию контрабандно ввозится лёгкое стрелковое оружие (в основном пистолеты), а также предпринимаются попытки вывоза за рубеж крупных партий оружия и военной техники под видом законных коммерческих сделок.
С 2014 года в России отмечается устойчивый рост числа преступлений, связанных с незаконной торговлей оружием. Это связывают с разграблением оружейных складов МВД Украины в центральной и западной частях этой страны во время событий февраля 2014 года и последующим конфликтом на востоке Украины.

### 2022
В связи с вторжением России в Украину в 2022 году участился незаконный оборот оружия в приграничных к боевым регионах России.